# آکادیا (کومونه)
آکادیا (به ایتالیایی: Accadia) یک کومونه در ایتالیا است که در استان فوجا واقع شده‌است.

## خصوصیات
آکادیا ۳۰٫۴۸ کیلومترمربع مساحت و ۲٬۳۸۳ نفر جمعیت دارد و ۶۵۰ متر بالاتر از سطح دریا واقع شده‌است.

## خواهرخوانده
شهرهای San Marco in Lamis و اسپلو خواهرخوانده‌های آکادیا هستند.